# Clastoptera osborni
Clastoptera osborni är en insektsart som beskrevs av David D. Gillette och Baker 1895. Clastoptera osborni ingår i släktet Clastoptera och familjen Clastopteridae. Inga underarter finns listade i Catalogue of Life.